# Rue Auguste Lambiotte (Bruxelles)
Pour les articles homonymes, voir Rue Auguste Lambiotte.
La rue Auguste Lambiotte (en néerlandais : Auguste Lambiottestraat) est une rue bruxelloise de la commune de Schaerbeek qui va de l'avenue Rogier à la chaussée de Louvain en passant par la rue François Bossaerts, la rue Joseph Coosemans, l'avenue Chazal, la rue Jacques Jansen, la rue Émile Wittmann et la rue de la Luzerne.

## Histoire et description
La rue porte le nom du conseiller communal (1895-1896) schaerbeekois et industriel Auguste Lambiotte (1862-1920).
La numérotation des habitations va de 5 à 141 pour le côté impair et de 2 à 154 pour le côté pair.

## Adresses notables
- nos 38-40 : Supermarché Smatch
- no 79 : Futura
- no 106 : Institut Belge de Victimologie (IBV)[1]
- no 106 : Centre Thérapeutique en Psychologie de la Santé (CTPS)